# Volker Kischkel
Volker Kischkel (* 1953 in Lobberich) ist ein deutscher Karikaturist und lebt in Bremen. Er veröffentlicht seine Cartoons unter dem Namen Mock. 

## Leben
Von 1975 bis 1983 absolvierte er ein Studium der Freien Kunst an der Hochschule für Bildende Künste in Braunschweig. Seine Werke wurden bei mehreren Ausstellungen gezeigt, unter anderem beim Deutschen Karikaturenpreis in Dresden, beim Internationalen Cartoonfestival in Aachen und in der Galerie für Zeichenkunst „Der Rote Pinguin“ in Köln. Er veröffentlichte in Stern, Cicero, Pathologie, Eulenspiegel, Titanic, Nebelspalter und Westzeit.
2010 ging der dritte Preis des Deutschen Karikaturenpreises an Volker Kischkel für seine Karikatur Twittern. 2013 erhielt er den zweiten Preis für seine Karikatur Gott. 2015 gewann er beim Deutschen Preis für die politische Karikatur den 2. Preis.